# 日内瓦大学医院
日内瓦大学医院 (英語：Geneva University Hospitals)是瑞士最大的医院，也是瑞士五座大学附属医院之一。

## 历史
1535年建立，1602年由几家中世纪医院合并成为日内瓦总医院，1856年成为州立医院，1995年州立医院和其他几家位于日内瓦的公立医院合并，共同划归给日内瓦大学管理，同时更名为现在名字。目前旗下有8家医院，40家门诊诊所。

## 画廊

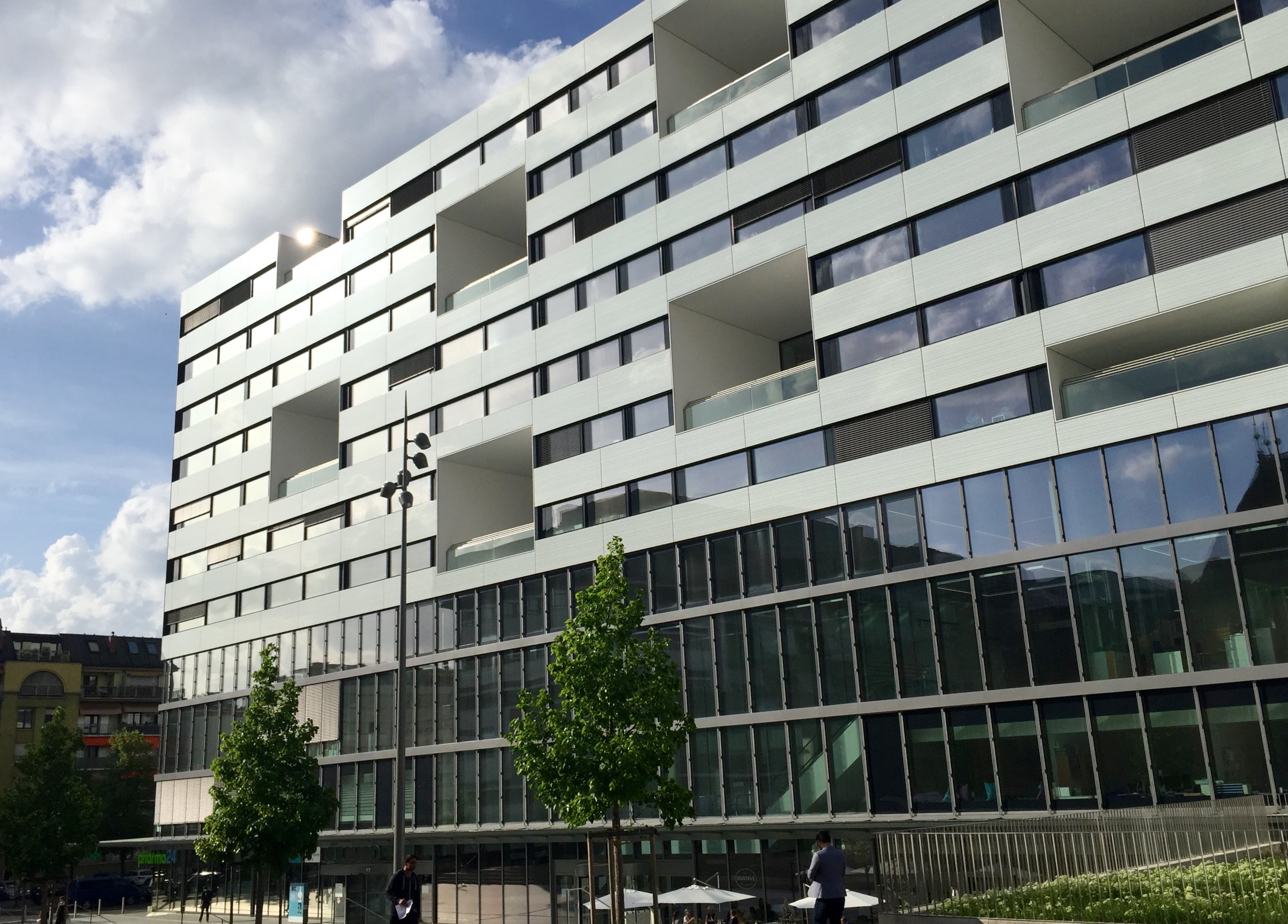
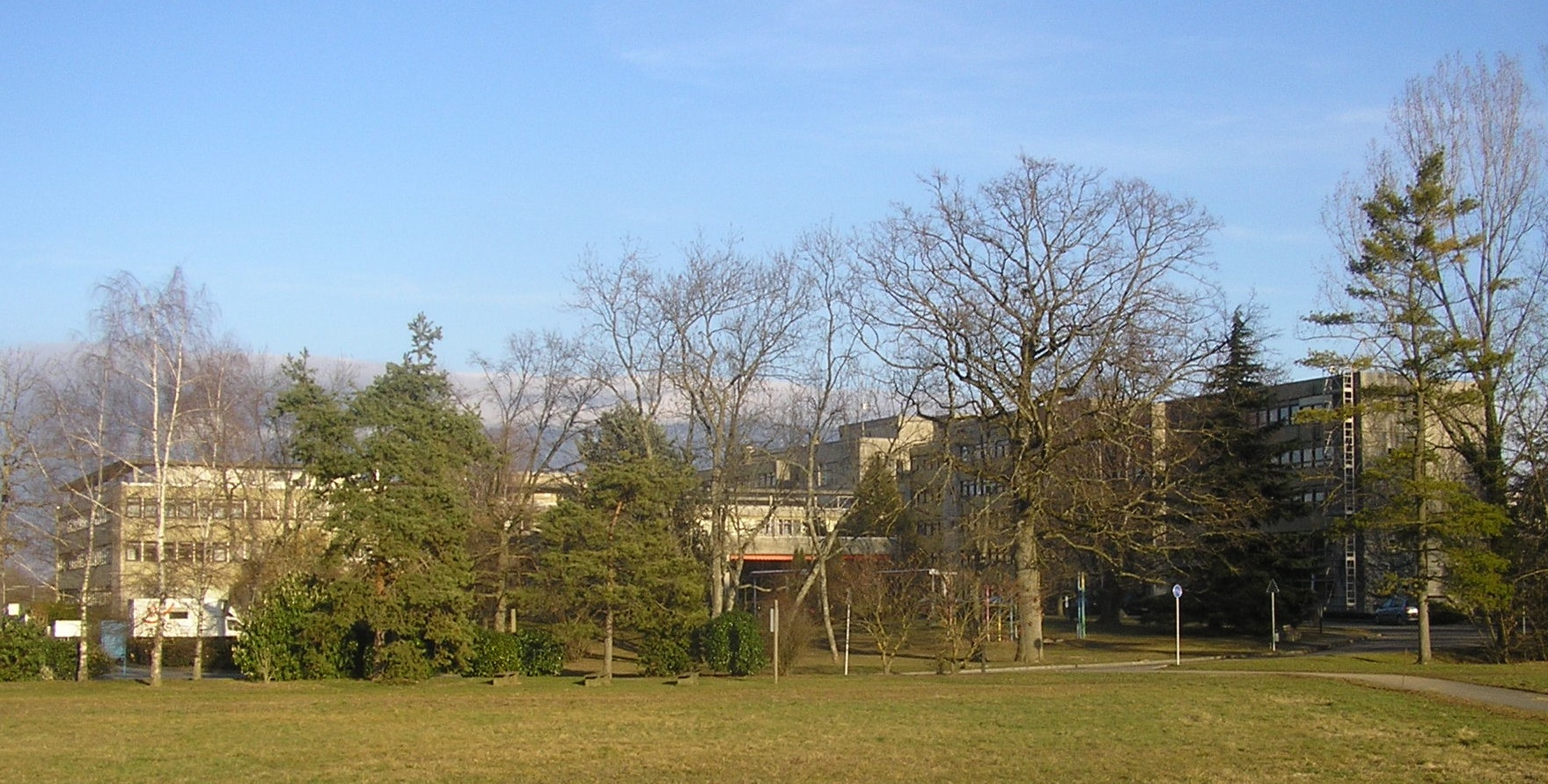
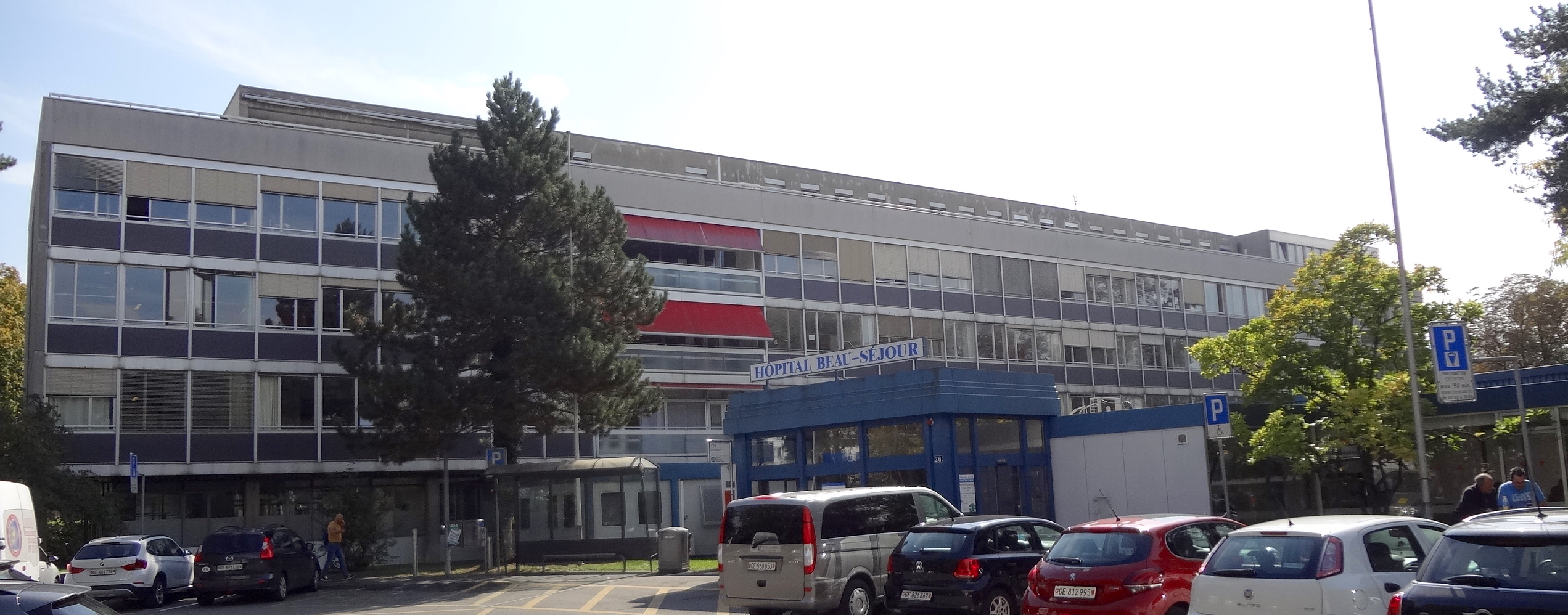
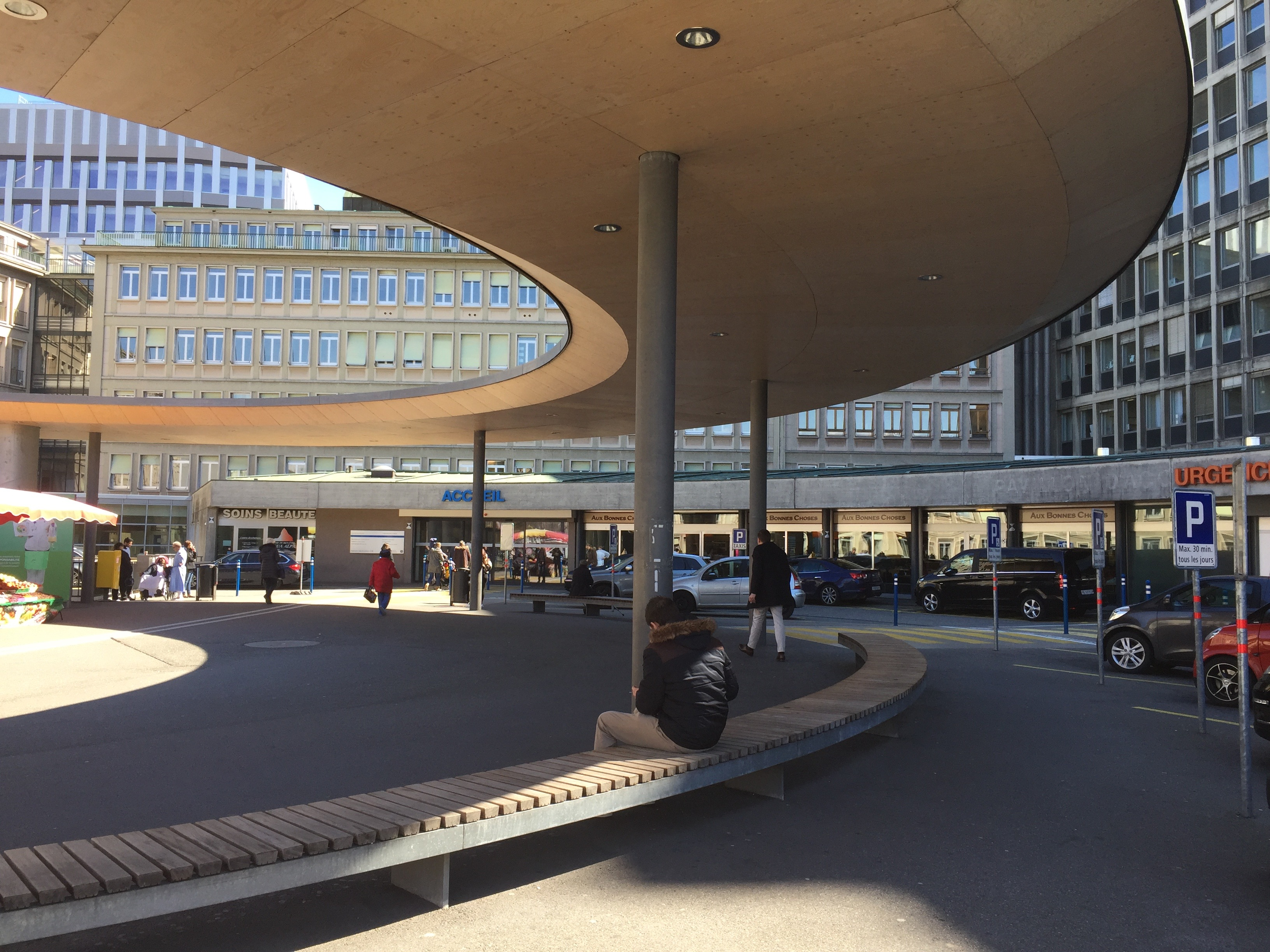
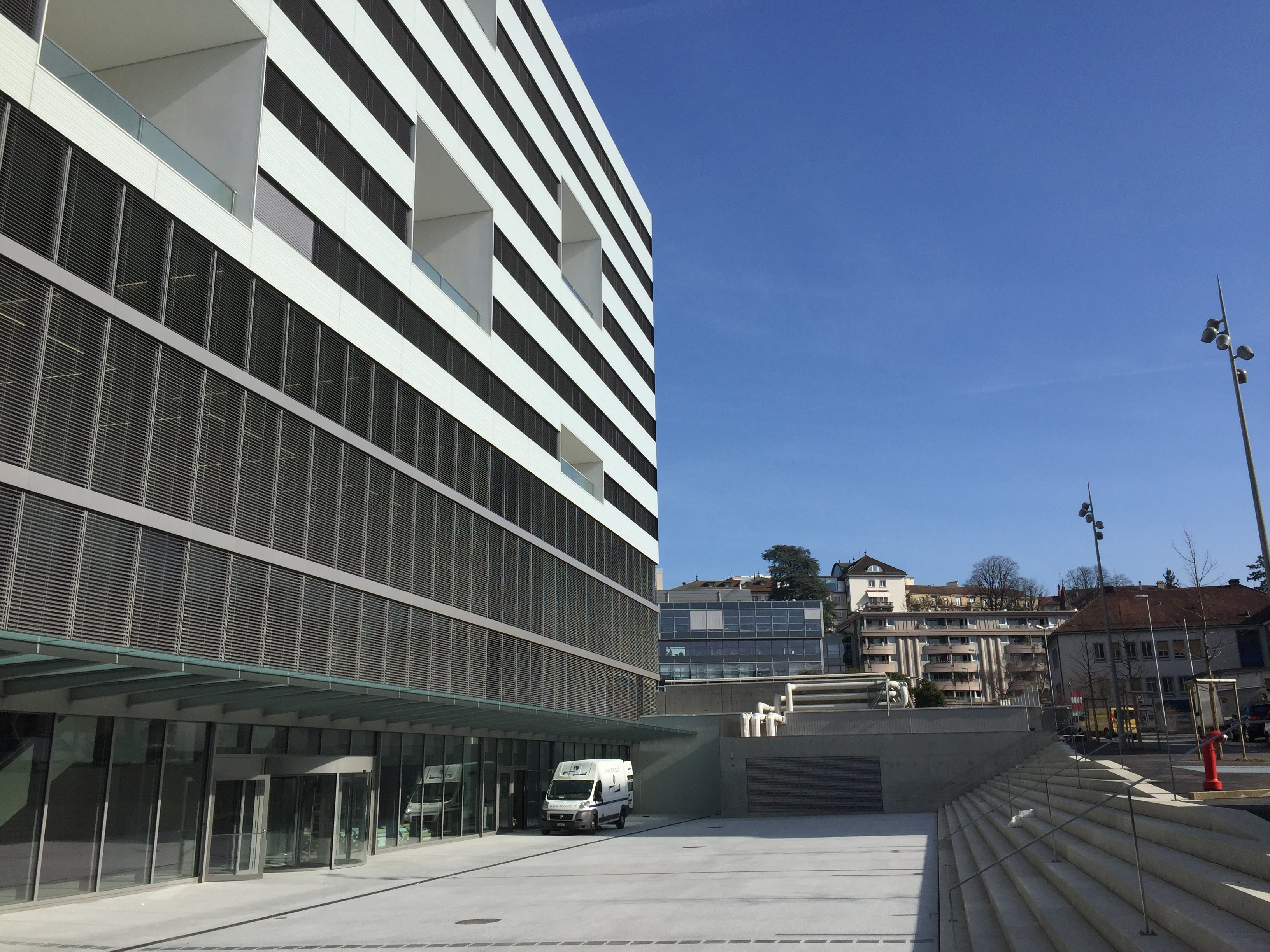
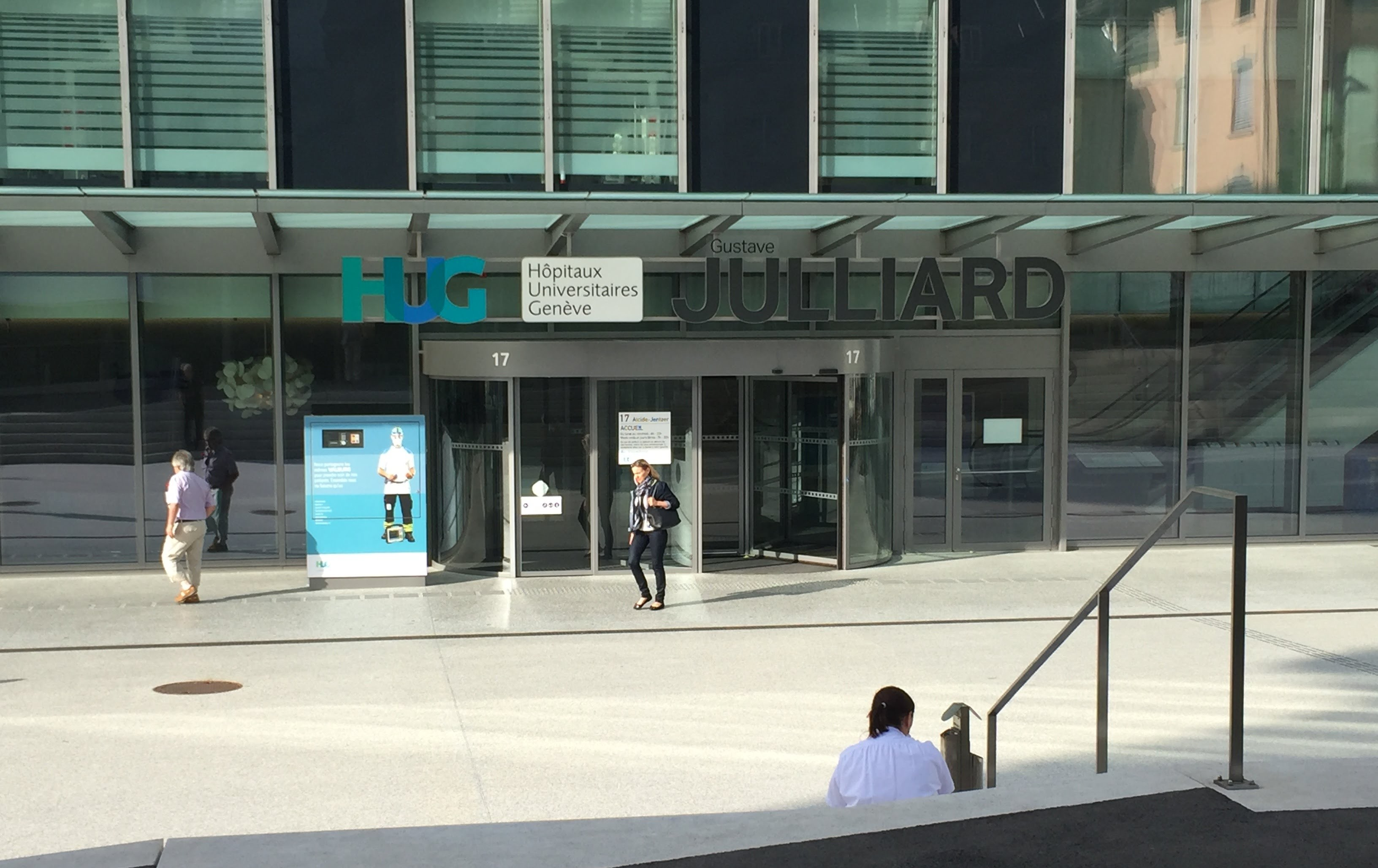
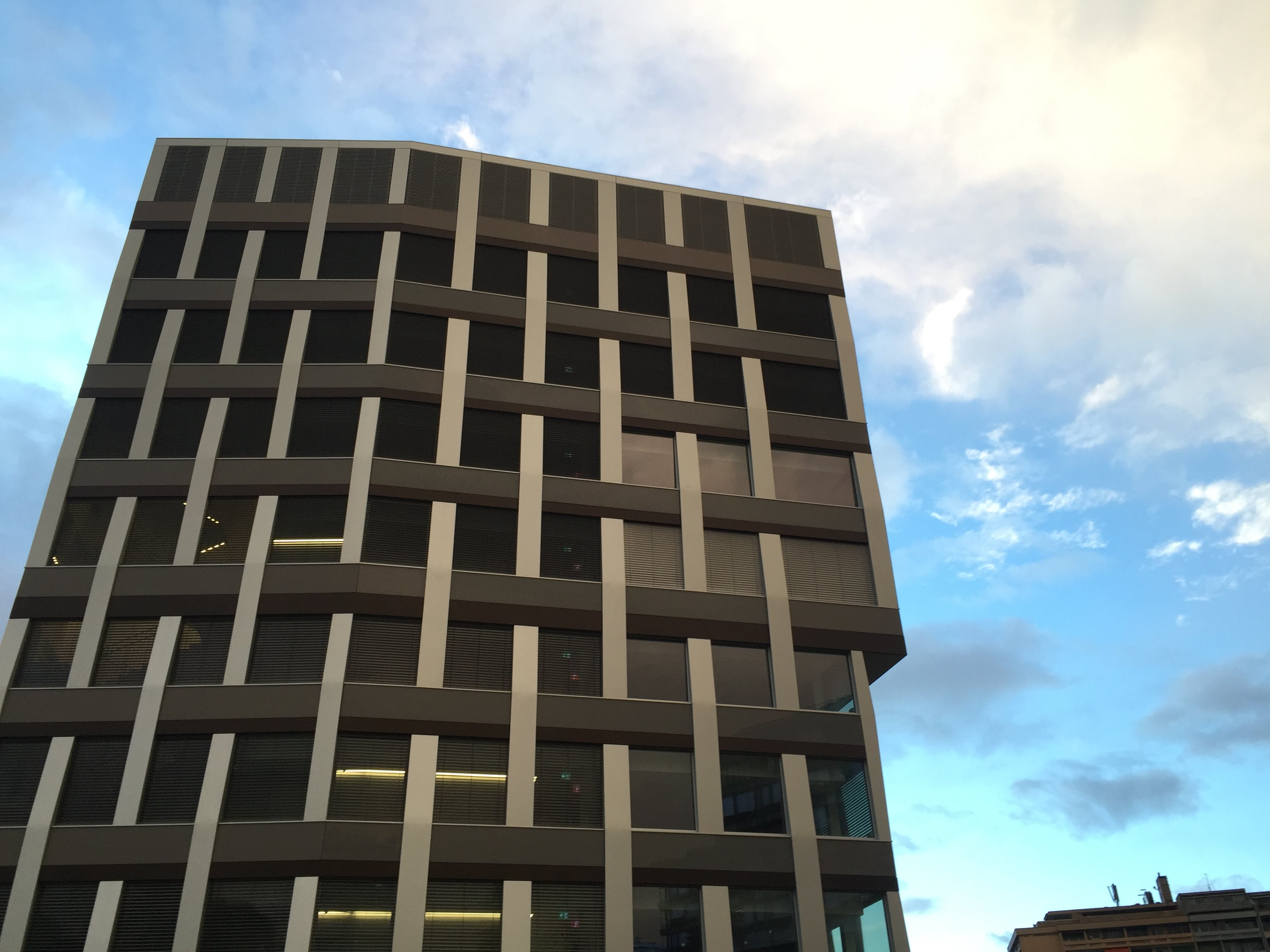
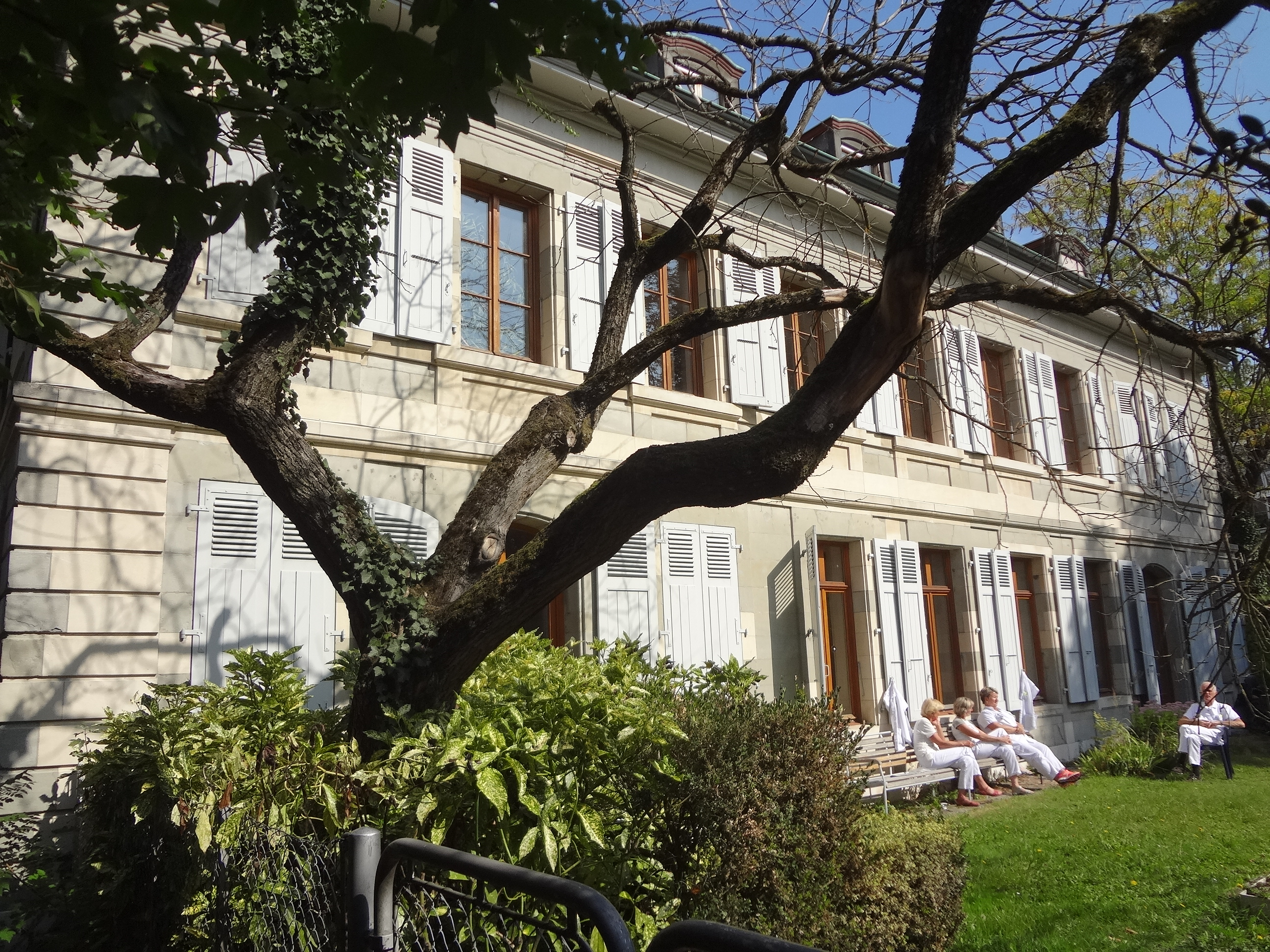
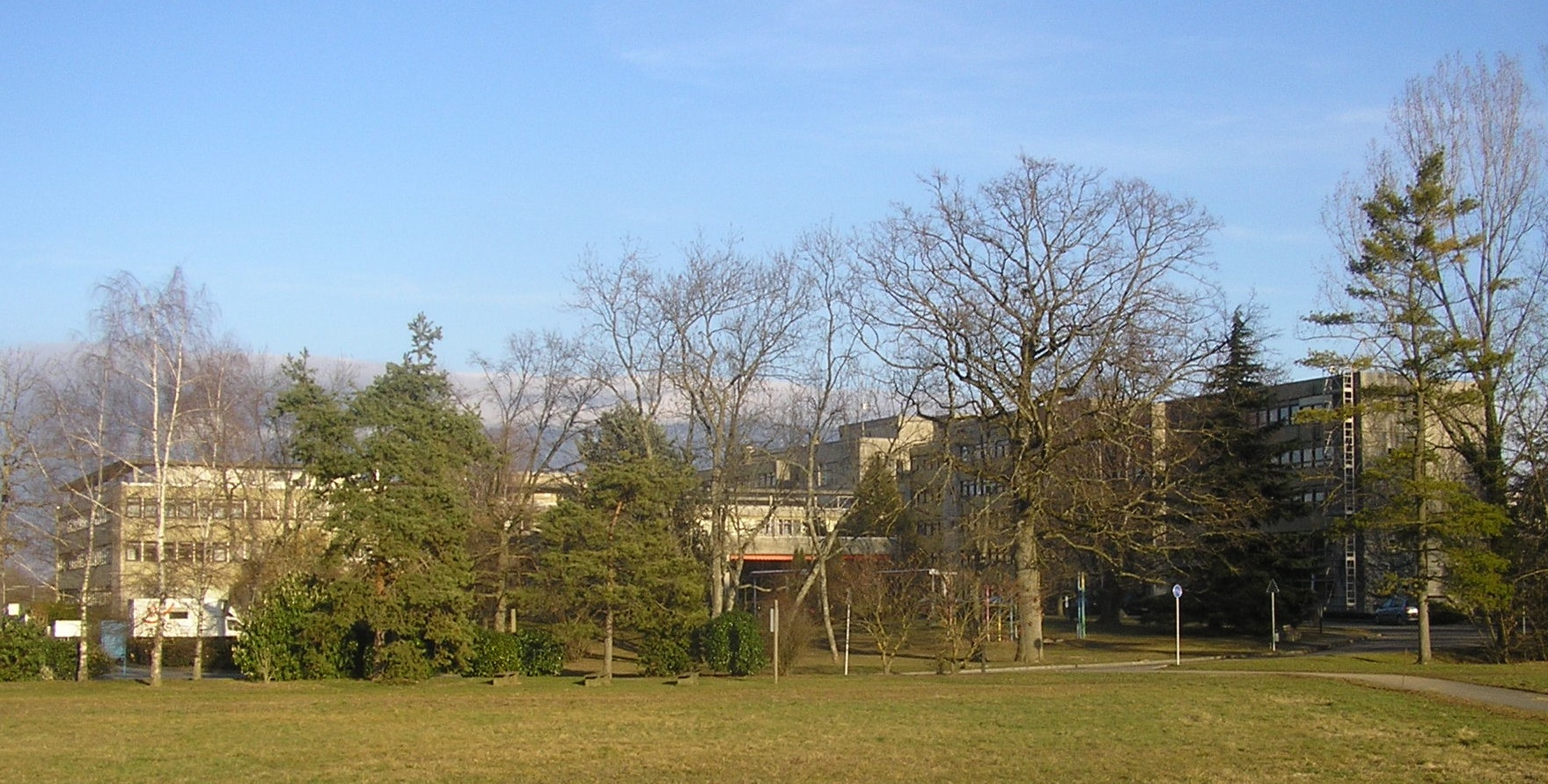
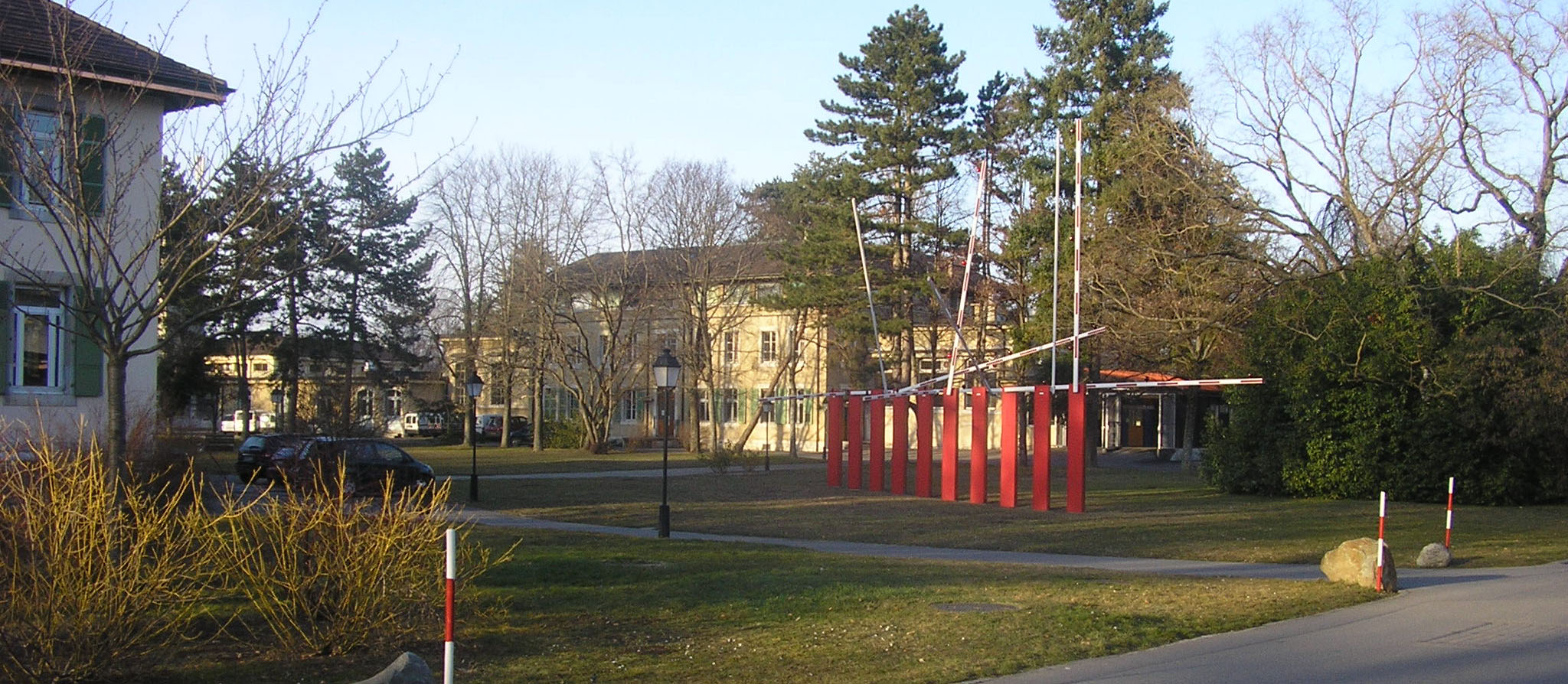
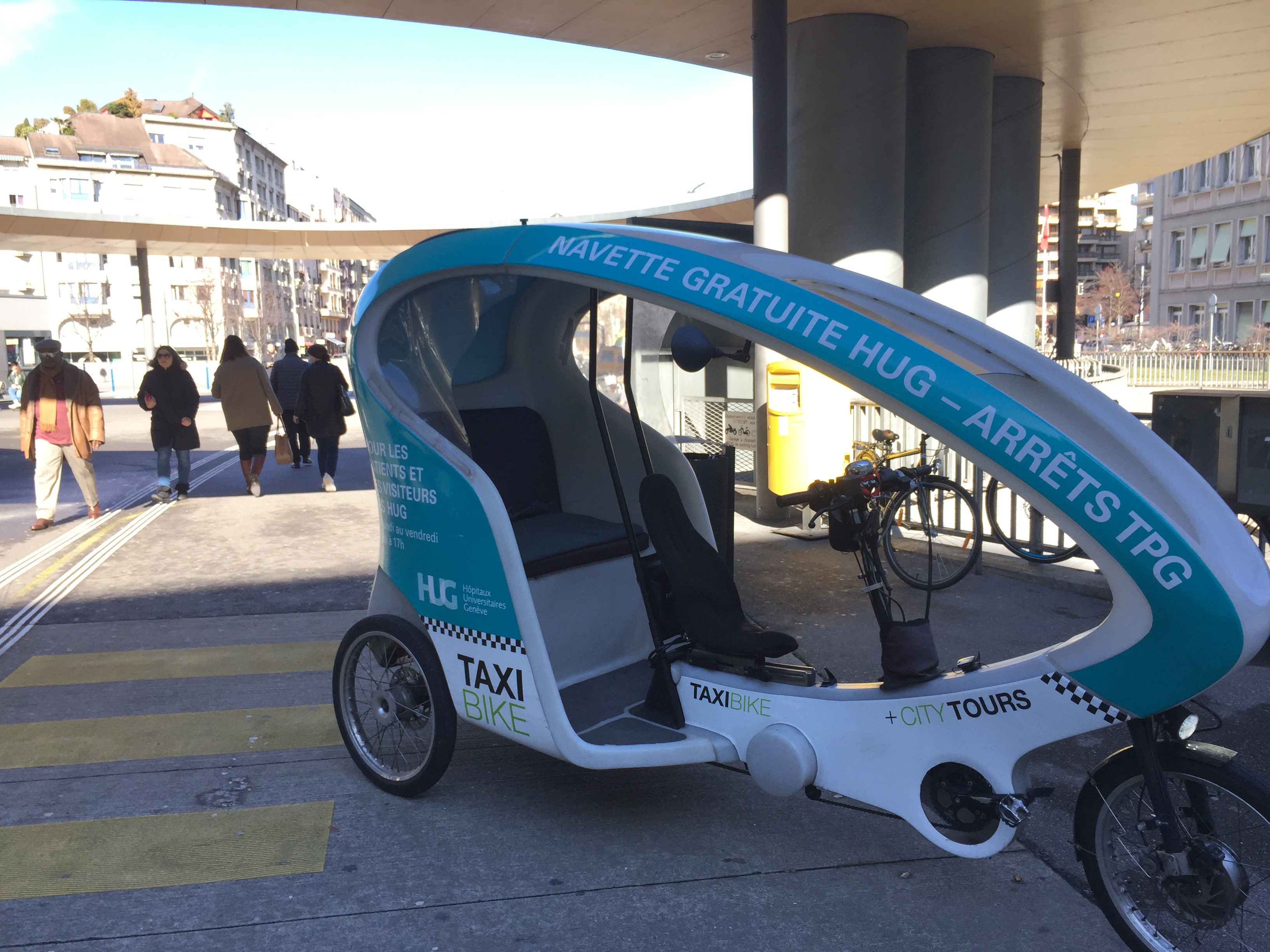
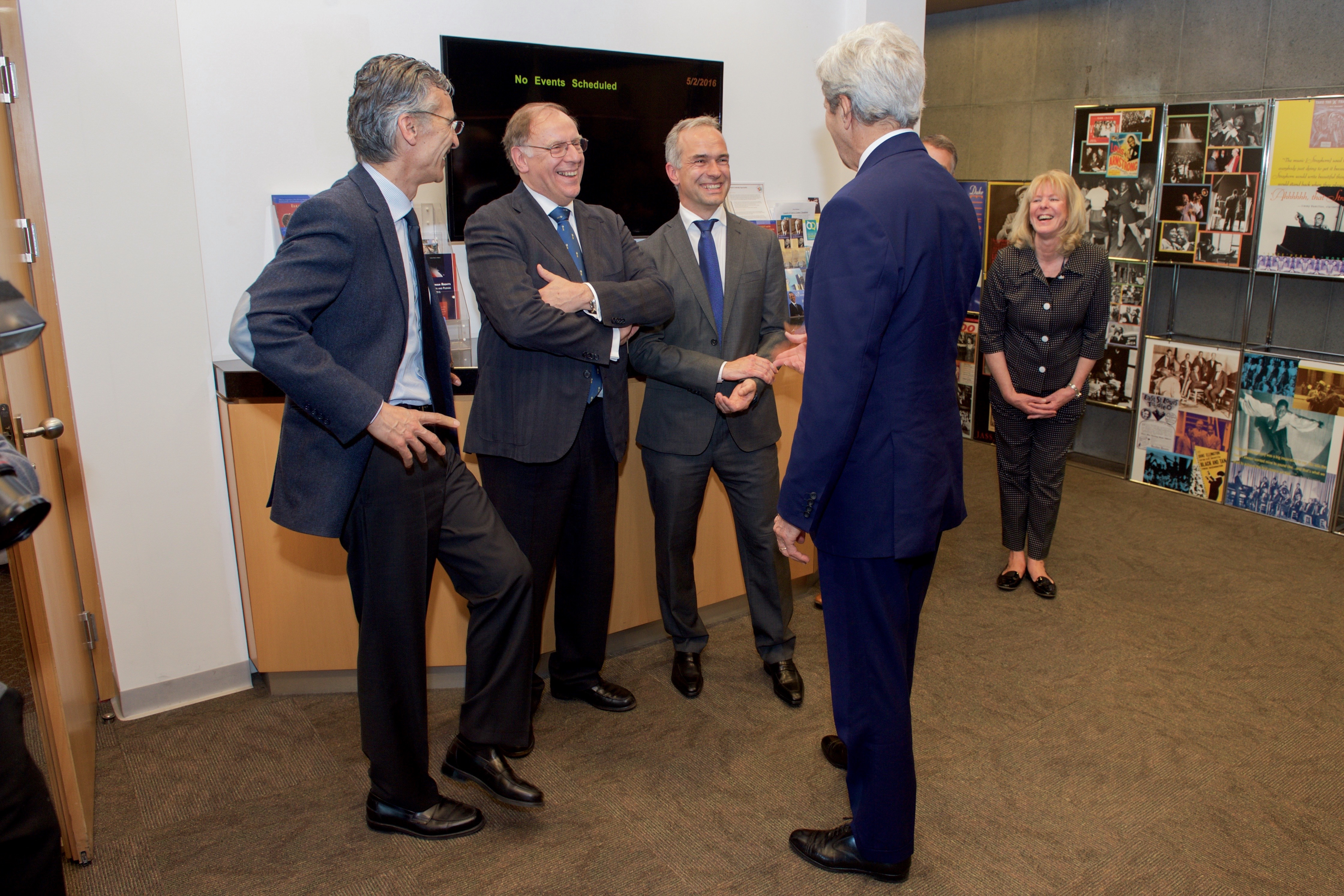